# Phonon (KDE)
Phonon is het multimedia-framework en API in KDE 4, de nieuwe versie van het K Desktop Enviroment. Phonon is gemaakt om KDE 4 onafhankelijk te maken van één specifiek raamwerk zoals Xine of GStreamer. Phonon werkt niet alleen op Unix, maar ook op Windows en Mac OS X.

## Bijzonderheden

### Werking
- Als een programma multimedia wil afspelen, zal dat programma Phonon een commando geven om het af te spelen. Daarna stuurt Phonon het commando door naar een van zijn zogenaamde engines, die het afspeelt. Dan wordt dezelfde weg terug afgelegd tot de gebruiker. Eenzelfde routine wordt gevolgd om bijvoorbeeld afspelen te pauzeren, te zoeken en het volume aan te passen.
- De gebruiker kan per multimediaformaat kiezen welk raamwerk als backend te gebruiken, zodat altijd de beste kwaliteit mogelijk is.[2]
- Ondersteunde backends zijn GStreamer, Xine (de enige die klaar was bij de release van KDE 4), DirectX, QuickTime en MPlayer.[3]

### Voordelen
- Het voordeel voor ontwikkelaars is dat, als ze multimedia willen gebruiken in hun programma (of een mediaspeler ontwikkelen), er alleen een paar regels code die Phonon aanroepen in de code moeten worden gezet. Met slechts vier regels code kan een complete mediaspeler worden geïntegreerd in een programma
- De gebruiker heeft dan weer het voordeel dat hij maar één raamwerk (zijn favoriete) hoeft te installeren, in plaats van voor elk programma een apart raamwerk te gebruiken.

### Qt
Sinds versie 4.4 van de Qt-toolkit is Phonon in Qt geïntegreerd. Mede dankzij Trolltech, de ontwikkelaar van Qt, ondersteunt Phonon nu ook GStreamer, QuickTime en DirectX.

## Programma's die Phonon gebruiken
- Dragon Player, de nieuwe standaard mediaspeler van KDE 4.1.
- JuK, de standaard audiospeler van KDE.
- Amarok vanaf versie 2.0
- KTorrent heeft vanaf versie 3.1 een plug-in om media als voorvertoning af te spelen met Phonon.
- Kaffeine in de huidige ontwikkelversie.
- Verschillende spelletjes en systeemgeluiden van KDE.